# Gemeiner Totengräber
Der Gemeine Totengräber (Nicrophorus vespillo) ist ein Käfer aus der Familie der Aaskäfer (Silphidae).

## Merkmale
Die Käfer erreichen eine Körperlänge von 12 bis 22 Millimetern und haben einen schwarz gefärbten Körper. Die Deckflügel (Elytren) tragen zwei auffällige rotgelbe Bänder mit zickzackförmigem Rand. Diese Bänder sind meist, insbesondere das weiter hinten gelegene Band, in zwei Flecken getrennt. Die Bänder können auch nur schwach ausgeprägt sein, dann ist das erste sehr schmal und das weiter hinten gelegene zu einem kleinen Fleck reduziert. Selten gibt es auch ganz schwarze Exemplare. Die Elytren tragen am Vorder- und Hinterrand lange hellgelbliche Haare, auch der Halsschild trägt am Vorderrand eine hellgelbliche Behaarung. Ebenso sind der Seitenrand des Bauches sowie die Schienen und Hüften der Hinterbeine auf der Außenseite so behaart. Die Fühler sind schwarz. Anders als beim ähnlichen Schwarzhörnigen Totengräber (Nicrophorus vespilloides) ist die Fühlerkeule bis auf das erste schwarze Glied rot gefärbt, selten gibt es aber auch Individuen, deren Fühlerkeule komplett schwarz ist.

### Ähnliche Arten
- Schwarzhörniger Totengräber (Nicrophorus vespilloides)

## Verbreitung und Lebensweise

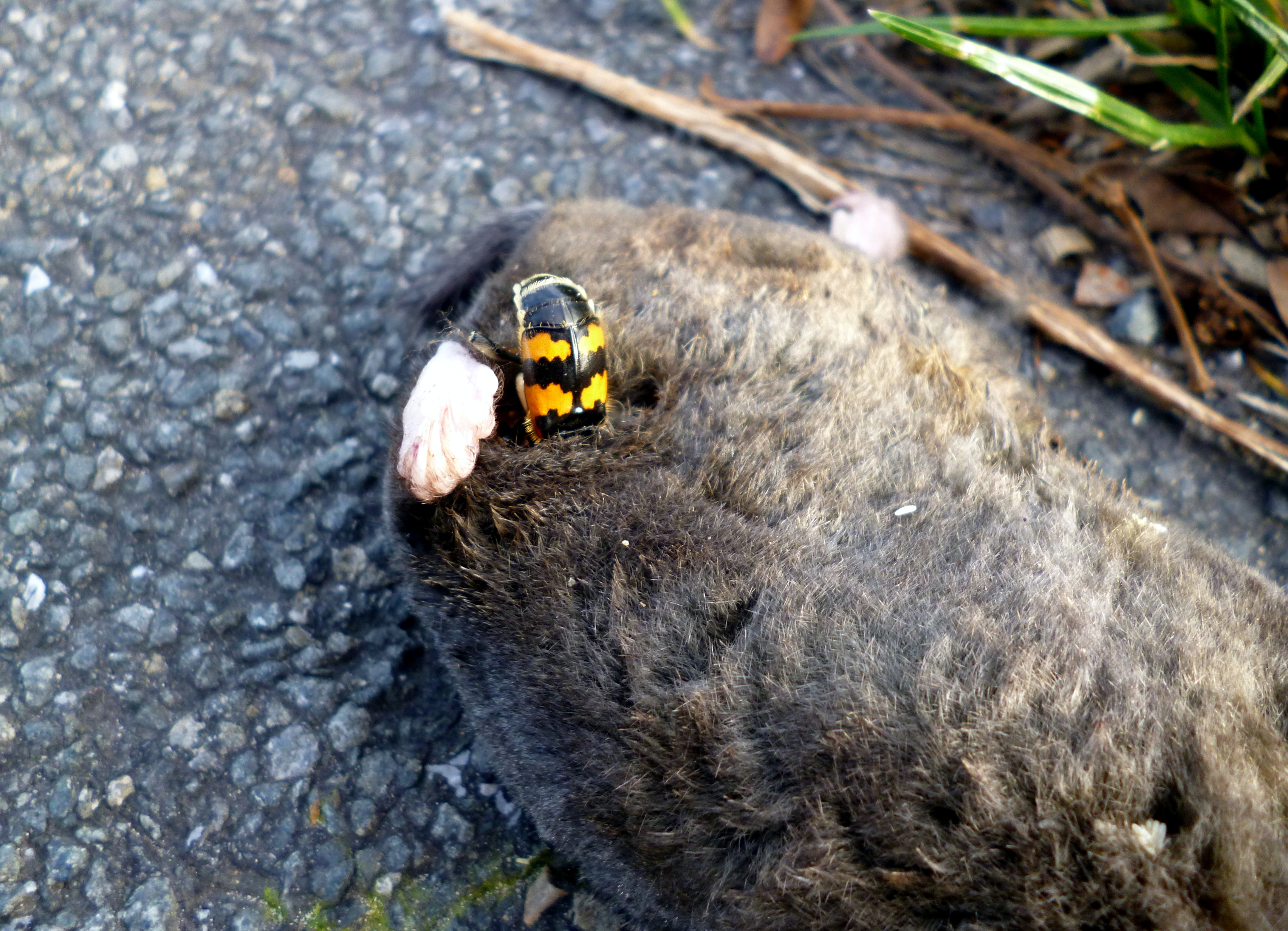
Gemeiner Totengräber auf dem Kadaver eines Maulwurfs

Die Tiere kommen in der Paläarktis vor und sind nördlich bis in den Süden Norwegens und bis zur Mitte Schwedens und Finnlands verbreitet. Sie sind auch auf den Britischen Inseln beheimatet. Die Art ist die häufigste der Gattung in Mitteleuropa und vor allem an kleinen Kadavern zu finden. Ebenso wie andere Nicrophorus-Arten hat sie ein ausgeprägtes Sozialverhalten.